# بنسان (عملة بريطانية ما قبل النظام العشري)
العملة البريطانية من فئة البنسان (2 د) (/ˈtʌpəns/ /ˈtuːpəns/)العملات المعدنية الإسترلينية بقيمة بنسين أو فئة نحاسية قصيرة العمر، لم تُسك إلا عام 1787 في دار سك العملة سوهو التابعة لماثيو بولتون.
أصبحت هذه العملات المعدنية عملة قانونية لِمبالغ تصل إلى شلن واحد بموجب إعلان صادر في 26 يوليو 1797. سُكت عملات معدنية قصيرة العمر من فئة البنسان من الفضة في أعوام 1817، 1818، و1820. أصبحت عملات البنسان زائدة عن الحاجة في عام 1860 مع ظهور العملات البرونزية. تعد عملة البنسين أكبر وأثقل عملة نحاسية متداولة في جميع أنحاء بريطانيا، وثاني أكبر وأثقل عملة في التداول البريطاني بعد أموال الطوارئ التي صدرت محليًا في عهد تشارلز الأول.

## تاريخ
أوقفت الحكومة البريطانية سكّ البنسات الفضية للتداول العام عام 1660، نظرًا لارتفاع تكلفة الفضة بشكل كبير. بحلول أواخر القرن 18، تسببت هذه السياسة في نقص عدد البنسات المتداولة، لجأ العديد من التجار وشركات التعدين إلى إصدار عملات نحاسية خاصة بهم. على سبيل المثال، أصدرت شركة باريس للتعدين في أنجلسي أعدادًا هائلة من العملات (على الرغم من قبولها كان محدودًا).
للتخفيف من حدة نقص العملات، سمحت الحكومة في عام 1797، لماثيو بولتون بسك بنسات وبنسين نحاسيين في دار سك النقود الخاصة به في سوهو بمدينة برمنغهام. ونظرًا لاشتراط أن تتوافق القيمة الاسمية للعملة مع قيمة المعدن الأساسي، صُنعت كل عملة من نحاس بقيمة بنسين (أونصتين)، مما جعلها أكبر حجمًا بكثير من البنسات السابقة التي سُك بالفضة. أدى حجمها الكبير، بالإضافة إلى حافتها السميكة، إلى تسميتها "عجلات العربة". تحمل جميع عملات "عجلة العربة" ذات البنسين تاريخ 1797. وفي المجمل، سُك حوالي 720,000 عملة من هذا النوع.
بحلول عام 1802، توقف إنتاج العملات المميزة الإقليمية الصادرة بشكل خاص. مع ذلك، ارتفعت القيمة الجوهرية للنحاس في السنوات العشر التالية. كانت عودة العملات المميزة التي سُكت بشكل خاص واضحة بحلول عام 1811 وتوطنت بحلول عام 1812 حيث صهرت المزيد من العملات النحاسية التي أصدرتها الحكومة للتجارة. اعادت دار السك الملكية ببرنامج سك ضخم في عام 1816، مع سك كميات كبيرة من العملات الذهبية والفضية. لإحباط المزيد من إصدار العملات المميزة الخاصة، صدر قانون برلماني في عام 1817 يحظر تصنيعها تحت عقوبات شديدة.
انتجت فئة قصيرة العمر من العملات المعدنية من فئة البنسين من الفضة، مع إصدارات للتداول في أعوام 1817، 1818، و1820، وبعد ذلك صدرت عملات البنسين الفضية فقط كعملة ماوندي.
أظهرت دراسة أجرتها دار سك العملة الملكية في عام 1857 أن حوالي ثلث العملات النحاسية قد تآكلت أو تشوهت، غالبًا بسبب الإعلانات. بعد عامين، أقنع توماس غراهام، مدير دار السك، ويليام إيوارت غلادستون، وزير الخزانة، بضرورة سحب نسبة كبيرة من العملات النحاسية من التداول، مما يستدعي طرح عملة جديدة كليًا تكون "أكثر ملاءمة وسهولة في الاستخدام". طُرحت عملات برونزية جديدة عام 1860، بقيمة اسمية لم تعد مطلوبة لمطابقة قيمة المعدن الأساسي. بعد عام، بدأ سحب العملات النحاسية القديمة.

## تصميم

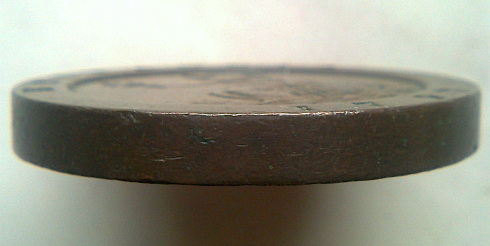
حافة العملة المعدنية من فئة بنسين عام 1797، جورج الثالث

سُكت العملة المعدنية لعام 1797 من النحاس، بوزن 2 أونصة (56.7 غ) وقطرها 1.6 بوصة (41 مـم). يتميز الوجه الأمامي بصورة جورج الثالث متجهة إلى اليمين، والكلمات GEORGIUS III·D·G·REX محفورة في الحافة. يظهر الحرف K الأول على أدنى طية من الستارة عند قاعدة التمثال، مما يشير إلى أن التصميم من عمل النقاش الألماني كونراد هاينريش كوشلر. يُظهر الوجه الخلفي، الذي صممه كوشلر أيضًا، شخصية بريتانيا جالسة متجهة إلى اليسار، مع رمح ثلاثي الشعب ممسوك بشكل فضفاض في يدها اليسرى وغصن زيتون في يدها اليمنى الممدودة. توجد أمواج حول قدميها، مع سفينة صغيرة على اليسار، ودرع علم الاتحاد أسفله وعلى اليمين. نُقشت كلمة BRITANNIA على الجزء العلوي من الحافة وعلى الجزء السفلي التاريخ 1797 تظهر كلمة SOHO بجوار الدرع، مما يشير إلى أن العملة المعدنية جاءت من دار سك العملة في سوهو.

## روابط خارجية
- عملة معدنية من فئة بنسين (متداولة)، من المملكة المتحدة - نادي العملات المعدنية عبر الإنترنت